# Siglophora langei
Siglophora langei är en fjärilsart som beskrevs av Kobes 1983. Siglophora langei ingår i släktet Siglophora och familjen trågspinnare. Inga underarter finns listade i Catalogue of Life.